# Eurypon toureti
Eurypon toureti är en svampdjursart som först beskrevs av Topsent 1894.  Eurypon toureti ingår i släktet Eurypon och familjen Raspailiidae. Inga underarter finns listade i Catalogue of Life.